# Полет 292 на „Пан Ам“
Полет 292 на „Пан Ам“ е редовен международен пътнически полет от международното летище „Форт дьо Франс - Летище Льо Ламентен“, Мартиника, до Ню Йорк, Ню Йорк, Съединените американски щати, с междинни спирания на международното летище Кулидж, Сейнт Джонс, Антигуа и Барбуда и Сан Хуан, Пуерто Рико, управляван от „Пан Ам“. На 17 септември 1965 г. самолетът „Боинг 707-121B“, който изпълнява полета, се удря във връх Шанс Маунтин на остров Монсерат по време на полет от Мартиника до Антигуа и Барбуда. Самолетът е унищожен и всички 30 пътници и екипаж на борда умират.
Един от проблемите, пред които са изправени пилотите, е, че много от островите в източната част на Карибско море изглеждат еднакви от въздуха. Установено е, че причината за катастрофата е пилотска грешка, екипажът допуска навигационна грешка и се спуска под безопасната минимална височина, докато не е сигурен в позицията си.